# Copșa Mare
Copșa Mare – wieś w Rumunii, w okręgu Sybin, w gminie Biertan. W 2011 roku liczyła 444 mieszkańców.